# Escriptura zapoteca
L'escriptura zapoteca  comprèn un conjunt inscripcions epigràfiques, generalment breus, escrits en  zapoteca epigràfic  (a vegades anomenat laxament  protocol zapoteca ) plenes principalment entre el 400 aC o 200 aC i el 900 dC aproximadament. És el sistema d'escriptura de la cultura zapoteca i representa un dels sistemes d'escriptura més antics de Mesoamèrica.
Alguns signes es poden reconèixer com a informació del calendari, però l'escriptura com a tal roman sense desxifrar (si no es pot desxifrar). Llegit en columnes de dalt a baix, la seva execució és una mica més crua que la de l'escriptura maia posterior i això ha portat a epígrafs a creure que l'escriptura també era menys fonètica que l'escriptura maia sil·làbic Maya.
Segons Urcid (2005), l'escriptura era originàriament un sistema de logotip sil·làbic i probablement es va desenvolupar per a una versió antiga de les llengües zapoteques contemporànies, però la seva aplicació a varietats lingüístiques diferents de "antic zapoteca" va encoratjar el desenvolupament de trets logofònics.
El material existent inclou diverses dotzenes d'inscripcions breus, així com un cert nombre de textos calendaris, que contenen entre cent i tres-cents glifs diferents. La llengua de les inscripcions es coneix malament a causa de la naturalesa no alfabètica de l'escriptura i la seva identificació com zapoteca es va deure bàsicament a criteris geogràfics.

## Galeria d'imatges

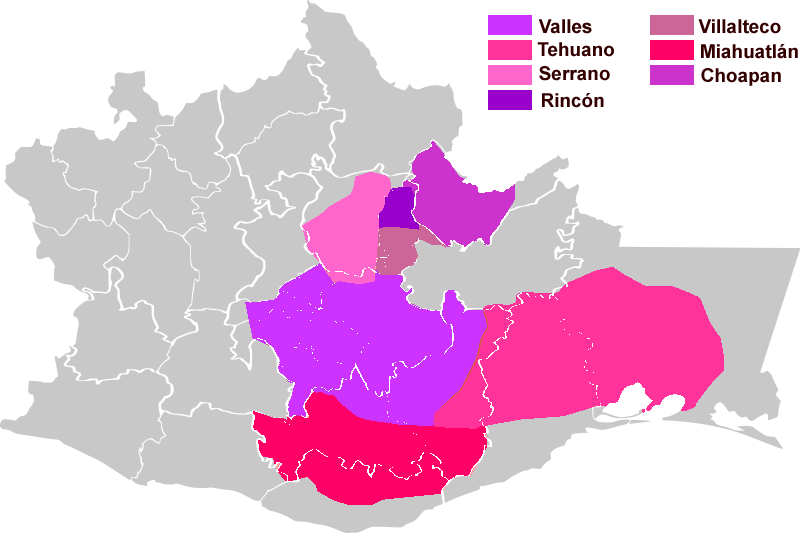
Distribució de les llengües zapoteques a l'estat de Oaxaca (Mèxic).
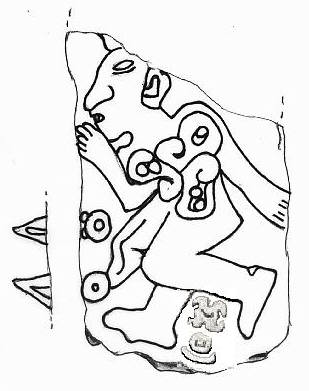
Monument 3 de Sant Josep Mogote. Els dos símbols esgrafiats entre les cames del personatge representat indiquen el seu nom: 1 Terratrèmol.